# MLW World Middleweight Championship
El MLW World Middleweight Championship (Campeonato Mundial Peso Medio de la MLW, en español), es un campeonato de lucha libre profesional creado y utilizado por la compañía estadounidense Major League Wrestling. Este título solo pueden ostentar los luchadores con un peso mayor de 93 kg (205 lb). Actualmente el campeonato se encuentra vacante.

## Historia
El 28 de junio de 2018, Major League Wrestling (MLW) anunció la creación del Campeonato Mundial Peso Medio de la MLW, para su división de peso medio en lugar de la división de "peso crucero", que es más común en la lucha libre profesional estadounidense. Se anunció que el título tiene un límite de peso de 93 kg (205 lb). También se anunció un partido de individuales entre Maxwell Jacob Friedman y Joey Ryan para coronar al primer campeón. 
La lucha por el título se anunció más tarde el 6 de julio durante el episodio de Fusion. El título se dio a conocer el 18 de julio. Al día siguiente, Maxwell Jacob Friedman derrotó a Joey Ryan para convertirse en el primer Campeón Mundial Peso Medio de la MLW (fecha del 27 de julio de 2018).

## Campeones

### Campeón actual
El título se encuentra vacante.

### Lista de campeones
| N.º | Campeón                | Lucha                    | Lucha                       | Lucha                       | Estadísticas | Estadísticas | Notas y referencias |
| N.º | Campeón                | Fecha                    | Evento                      | Ubicación                   | Reinado      | Días         | Notas y referencias |
| --- | ---------------------- | ------------------------ | --------------------------- | --------------------------- | ------------ | ------------ | --- |
| 1   | Maxwell Jacob Friedman | 19 de julio de 2018      | Fusion                      | Nueva York, Nueva York      | 1            | 141          | Derrotó a Joey Ryan en la final de un torneo.                                                                                 |
| —   | Vacante                | 7 de diciembre de 2018   | —                           | —                           | —            | —            | Debido a una lesión en el codo de Friedman.                                                                                   |
| 2   | Teddy Hart             | 14 de diciembre de 2018  | Fusion                      | Miami, Florida              | 1´           | 330          | Fue un Ladder match, el cual incluyó a El Hijo de L.A. Park, Dezmond Xavier, Gringo Loco y Kotto Brazil.                      |
| 3   | Myron Reed             | 9 de noviembre de 2019   | Fusion                      | Orlando, Florida            | 1            | 424          | Este es el reinado más largo de la historia del campeonato.                                                                   |
| 4   | Lio Rush               | 6 de enero de 2021       | Fusion – Kings of Colosseum | Orlando, Florida            | 1            | 119          | [ 6 ] |
| 5   | Myron Reed             | 5 de mayo de 2021        | Fusion                      | Orlando, Florida            | 2            | 150          | [ 7 ] |
| 6   | Tajiri                 | 2 de octubre de 2021     | Fightland                   | Filadelfia, Pensilvania     | 1            | 111          | Derrotó a Aramis, Arez y Myron Reed. Emitido el 7 de octubre.                                                                 |
| 7   | Myron Reed             | 21 de enero de 2021      | Blood & Thunder             | North Richland Hills, Texas | 3            | 240          | Derrotó a Tajiri y Bandido. Emitido el 3 de abril.                                                                            |
| 8   | Shun Skywalker         | 18 de septiembre de 2022 | Super Series                | Norcross, Georgia           | 1            | 42           | Emitido el 8 de diciembre. |
| 9   | Lince Dorado           | 30 de octubre de 2022    | Fightland                   | Filadelfia, Pensilvania     | 1            | 158          | Emitido el 12 de enero de 2023.                                                                                               |
| 10  | AKIRA                  | 6 de abril de 2023       | War Chamber                 | Queens, Nueva York          | 1            | 204          | Derrotó a Lince Dorado y a Lio Rush. Emitido el 15 de junio.                                                                  |
| 11  | Rocky Romero           | 14 de octubre de 2023    | Slaughterhouse              | Philadelphia, Pensilvania   | 1            | 138          | Este fue un Winners Takes All Match, con el Campeonato Mundial Histórico de Peso Welter de la NWA de Romero también en juego. |
| 12  | Místico                | 29 de febrero de 2024    | Intimidation Games          | Nueva York, Nueva York      | 1            | 401          | |
| —   | Vacante                | 5 de abril de 2025       | —                           | —                           | —            | —            | Místico dejó el campeonato vacante luego de anunciar sus intenciones de querer competir en la categoría de Peso Pesado.       |

### Total de días con el título

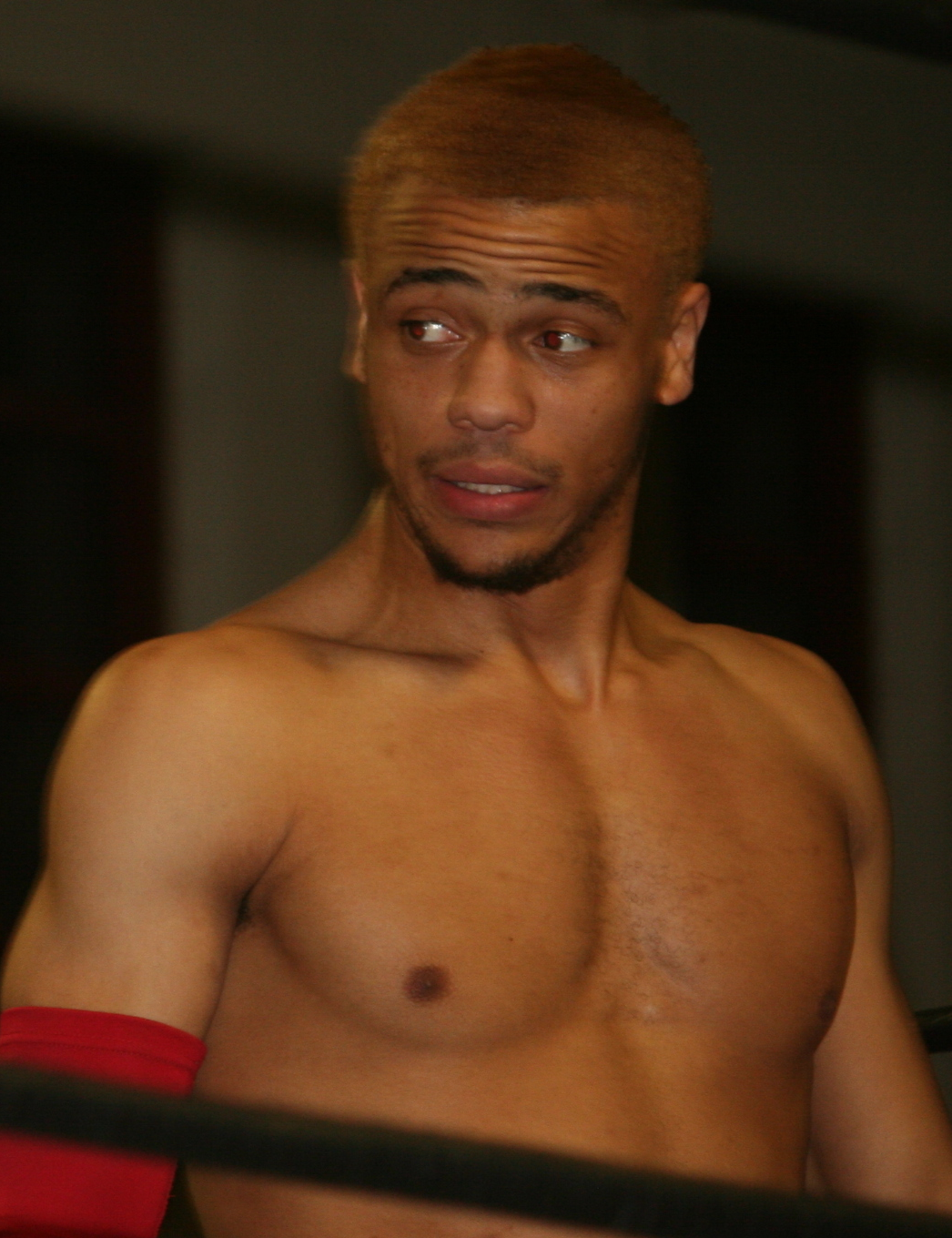
Myron Reed posee el récord del reinado más largo de la historia con 424 días.

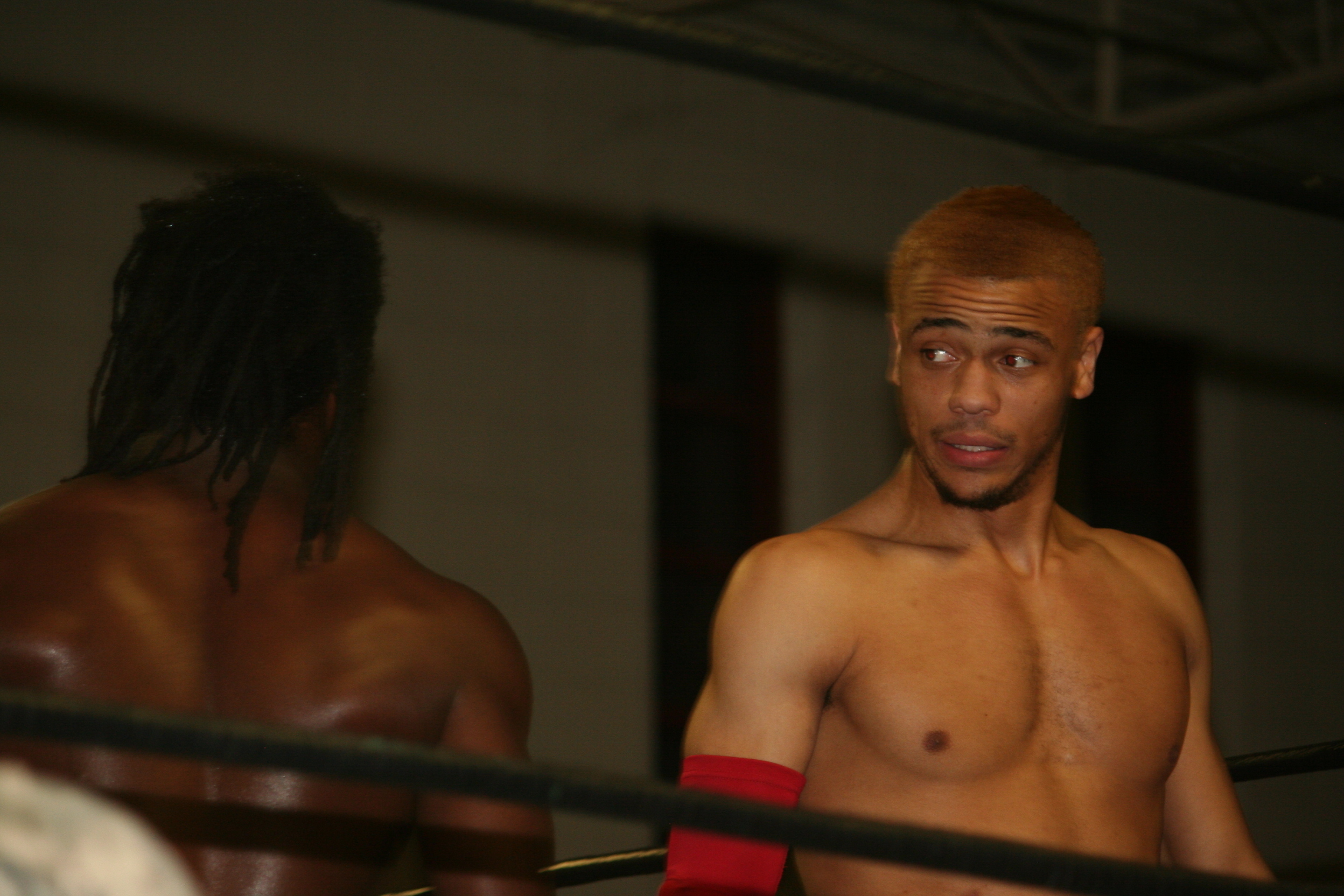
Myron Reed posee el récord de mayor días acumulativos como campeón, con 814 días entre sus 3 reinados.

La siguiente lista muestra el total de días que un luchador ha poseído el campeonato si se suman todos los reinados que posee. Actualizado a la fecha del 17 de agosto de 2025.
| + | Indica al campeón actual |

| N.º | Campeón                | Reinados | Total de días |
| --- | ---------------------- | -------- | ------------- |
| 1   | Myron Reed             | 3        | 814           |
| 2   | Místico                | 1        | 401           |
| 3   | Teddy Hart             | 1        | 330           |
| 4   | AKIRA                  | 1        | 204           |
| 5   | Lince Dorado           | 1        | 158           |
| 6   | Maxwell Jacob Friedman | 1        | 141           |
| 7   | Rocky Romero           | 1        | 138           |
| 8   | Lio Rush               | 1        | 119           |
| 9   | Tajiri                 | 1        | 111           |
| 10  | Shun Skywalker         | 1        | 42            |

### Mayor cantidad de reinados
| Reinados | Luchadore (s) |
| -------- | ------------- |
| 3 veces  | Myron Reed    |